# Bélapátfalva
Bélapátfalva är en stad och kommun i distriktet Bélapátfalva i provinsen Heves i norra Ungern. Kommunen har 2 763 invånare (2024), på en yta av 36,63 km².